# 宗像正氏
宗像 正氏（むなかた まさうじ）は、戦国時代の武将。大内氏の家臣で、宗像神社の大宮司。

## 生涯
生年には1500年、1512年など諸説があって明確ではない。1508年、時の宗像神社大宮司であった従兄弟の宗像興氏（おきうじ、船岡山合戦で戦死）から家督を譲られて、大宮司となる。その後は大内義興に仕えて尼子氏や大野氏との戦いのために出雲や安芸を転戦した。
1527年、弟の氏続（うじつぐ）を猶子として、大宮司の家督を譲った。1528年、義興の死後は大内義隆に仕えたが、このとき義隆から周防黒川郷を与えられたため、偏諱（「隆」の1字）を与えられて黒川隆尚（くろかわ たかひさ）と改名した。そして間もなく、家督を譲っていた弟の氏続を除いて、再び家督に復帰している。正氏には庶子として氏貞がいたが、死の直前の1547年に家督を猶子の氏男（黒川隆像）（氏続の息子または弟）に譲って隠居し、同年のうちに死去した。没年には1551年説もあるがあまり有力ではない。